# ديفيد زيما
ديفيد زيما (بالتشيكية: David Zima) هو لاعب كرة قدم تشيكي، ولد في 8 نوفمبر 2000 في أولوموتس في جمهورية التشيك. لعب مع سلافيا براغ.

## وصلات خارجية
- ديفيد زيما على موقع الاتحاد الدولي (مؤرشف)  (الإنجليزية)
- ديفيد زيما على موقع الاتحاد الأوربي (الإنجليزية)
- ديفيد زيما على موقع قاعدة بيانات كرة القدم.إي يو (الإنجليزية)
- ديفيد زيما على موقع ناشيونال فوتبول تيمز (الإنجليزية)
- ديفيد زيما على موقع Soccerway.com (الإنجليزية)
- ديفيد زيما على موقع عالم كرة القدم.نت (الإنجليزية)